# 峰高
峰高（みねたか）は、広島県廿日市市にある町丁。1丁目と2丁目によって構成される。郵便番号は738-0032。

## 地理
宮内串戸駅北西の小高い丘に位置する。

## 小・中学校の学区
町立小・中学校に通う場合、学区は以下の通りとなる。
|                  | 小学校               | 中学校               |
| ---------------- | -------------------- | -------------------- |
| 峰高1丁目、2丁目 | 廿日市市立宮内小学校 | 廿日市市立野坂中学校 |

## 交通
- 国道2号(西広島バイパス)

そのほか、山陽新幹線が通過する。

## 人口・世帯数
2025年7月1日の人口・世帯数は以下の通り。
| 町名       | 人口 | 世帯数 |
| ---------- | ---- | ------ |
| 峰高一丁目 | 256  | 122    |
| 峰高二丁目 | 630  | 266    |
| 計         | 886  | 388    |